# Xestia obsoleta
Xestia obsoleta är en fjärilsart som beskrevs av Chen 1991. Xestia obsoleta ingår i släktet Xestia och familjen nattflyn. Inga underarter finns listade i Catalogue of Life.